# Никольское (Енотаевский район)
Нико́льское — село в Енотаевском районе Астраханской области, расположено на берегу Волги. Село является административным центром Никольского сельсовета и единственным населённым пунктом в его составе.
Находящиеся на территории села церковь во имя Рождества Пресвятой Богородицы и здание магазина, построенные в конце XIX века, входят в список объектов культурного наследия.
В 2008 году школа села вошла в число победителей конкурса общеобразовательных учреждений, внедряющих инновационные образовательные программы.

## Происхождение названия
Нет однозначного ответа на вопрос о происхождении названия села. По одной версии, которой придерживается большинство старожилов, оно произошло от названия первой церкви:

«В 1802 году в Никольском была построена первая деревянная церковь-часовня и освящена во имя Святителя и Чудотворца Николая.»— АГАР. Ф.32. оп.1 д.282 
.
По другой версии в честь крещённого калмыка:

«Село Никольское основано в 1760 году и названо от первого поселившегося здесь калмыка, по принятии православия, получившего во св. крещении имя Николай.»— «Труды Астраханского губернского статистического комитета». Выпуск 5. г. Астрахань. 1877 г.

## История

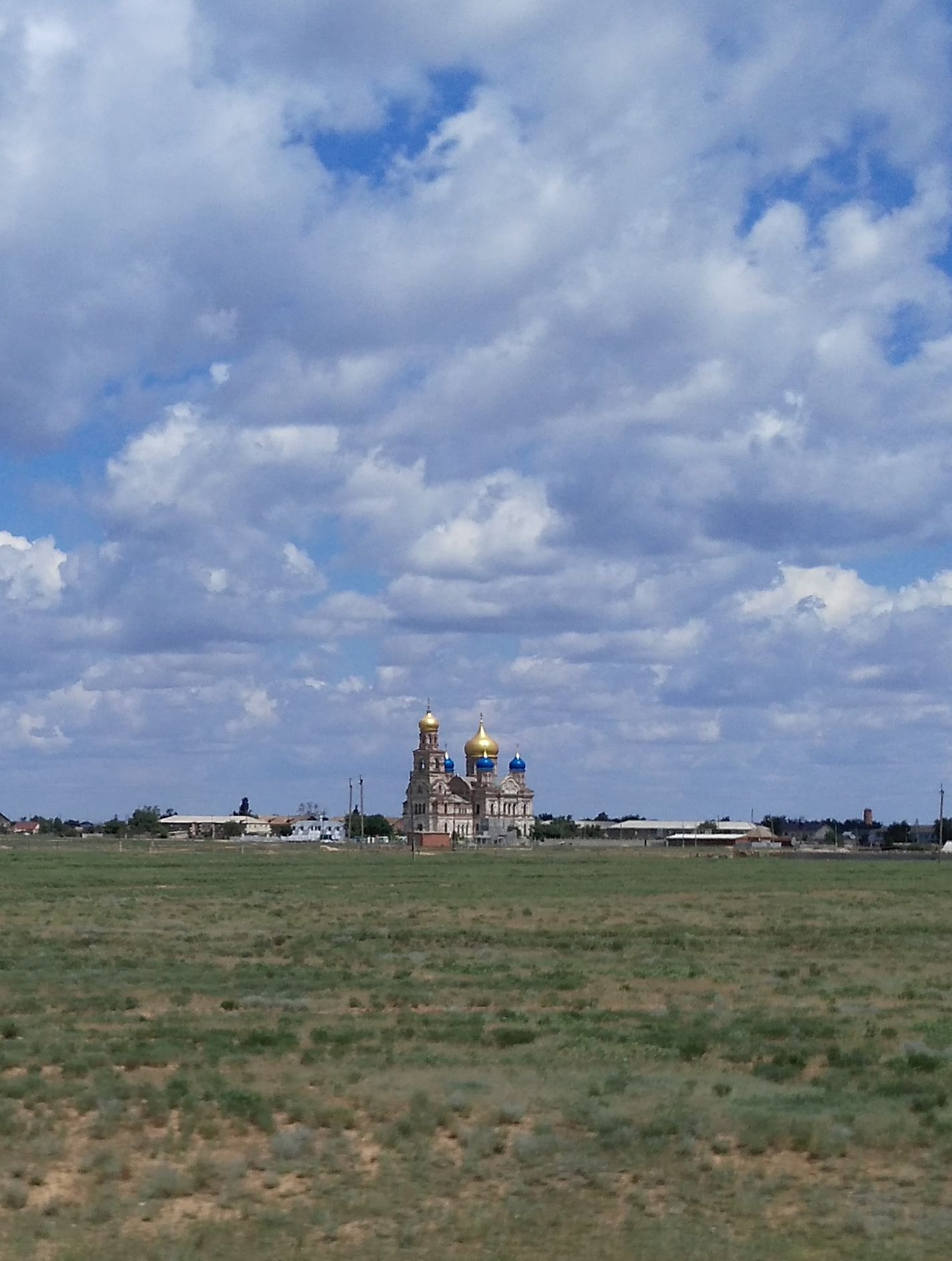
Храм Рождества Пресвятой Богородицы (Рождества-Богородицкая церковь)

После завоевания Иваном Грозным Астраханского ханства почти 200 лет в этом регионе не было постоянного населения. Только с начала XVIII века берега Волги стали заселяться беглыми крепостными, каторжниками и прочим людом. Сначала правительство уничтожало эти поселения и возвращало беглецов, но вскоре перестало препятствовать заселению ими пустующих мест, увидев в них заслон против кочевников, нападавших на торговые суда. Таким образом, со второй половины XVIII века начинается вторая, официально разрешённая, волна прибытия поселенцев, в том числе государственных крестьян, крещённых калмыков и киргизов. К 1797 году в селе насчитывалось 180 дворов и 1100 жителей.
21 августа 1942 года село было почти полностью уничтожено в результате налета немецко-фашистской авиации: бомбардировка вызвала пожар, в котором сгорела более половины жилых и хозяйственных построек села.
С 1943 по 1957 год село являлось центром Никольского района Астраханской области.
В апреле 1975 года статус Никольского был изменён с села на рабочий посёлок, в 1991 году населённому пункту был возвращён сельский статус.
В период навигации на Волге, с мая по октябрь, в селе работает причал (дебаркадер), где швартуются круизные теплоходы, следующие по Волге. В дни захода судов на причале работает большой рынок, где местные жители продают местную пищевую продукцию (овощи, фрукты, рыбу). Подробнее о торговле и рисках, связанных с покупкой местной продукции Архивная копия от 22 декабря 2015 на Wayback Machine.
В Никольском расположен храм Рождества Пресвятой Богородицы (Рождества-Богородицкая церковь) Архивная копия от 22 декабря 2015 на Wayback Machine, являющийся самым большим православным храмом в Поволжье.

## Население
| 1797 | 1844 | 1856 | 1861 | 1877 | 1897 | 1914 |
| ---- | ---- | ---- | ---- | ---- | ---- | ---- |
| 1100 | 1566 | 2783 | 2879 | 4734 | 5537 | 7158 |

| 1979  | 1989  | 2002  | 2010  | 2012  | 2013  | 2014  |
| ----- | ----- | ----- | ----- | ----- | ----- | ----- |
| 5146  | ↗5739 | ↘5305 | ↘5234 | ↘5211 | ↘5136 | ↘5098 |
| 2015  | 2016  | 2017  | 2018  | 2019  | 2020  | 2021  |
| ↘5093 | ↘5072 | ↘5042 | ↘4971 | ↘4898 | ↘4858 | ↗5305 |

Большинство (более 70 %) жителей села русские. Также проживают казахи, корейцы, чеченцы, даргинцы и др.

## Известные уроженцы
- Семёнов, Александр Яковлевич (1913—1945) — пулемётчик, Герой Советского Союза (1945, посмертно), его именем названы школа и одна из улиц села[27];
- Захаров, Виктор Николаевич (1919—1944) — военный лётчик, Герой Советского Союза (1944, посмертно)[28];
- Крынин, Степан Михайлович (1920—1988) — Герой Советского Союза (1945)[29];
- Докучаев, Михаил Степанович (1925—2003) — Герой Советского Союза (1945), лауреат Государственной премии СССР (1986)[28].
- Кириллов, Степан Васильевич (1910—1988) — советский военный ветеринарный врач.

## Фотогалерея

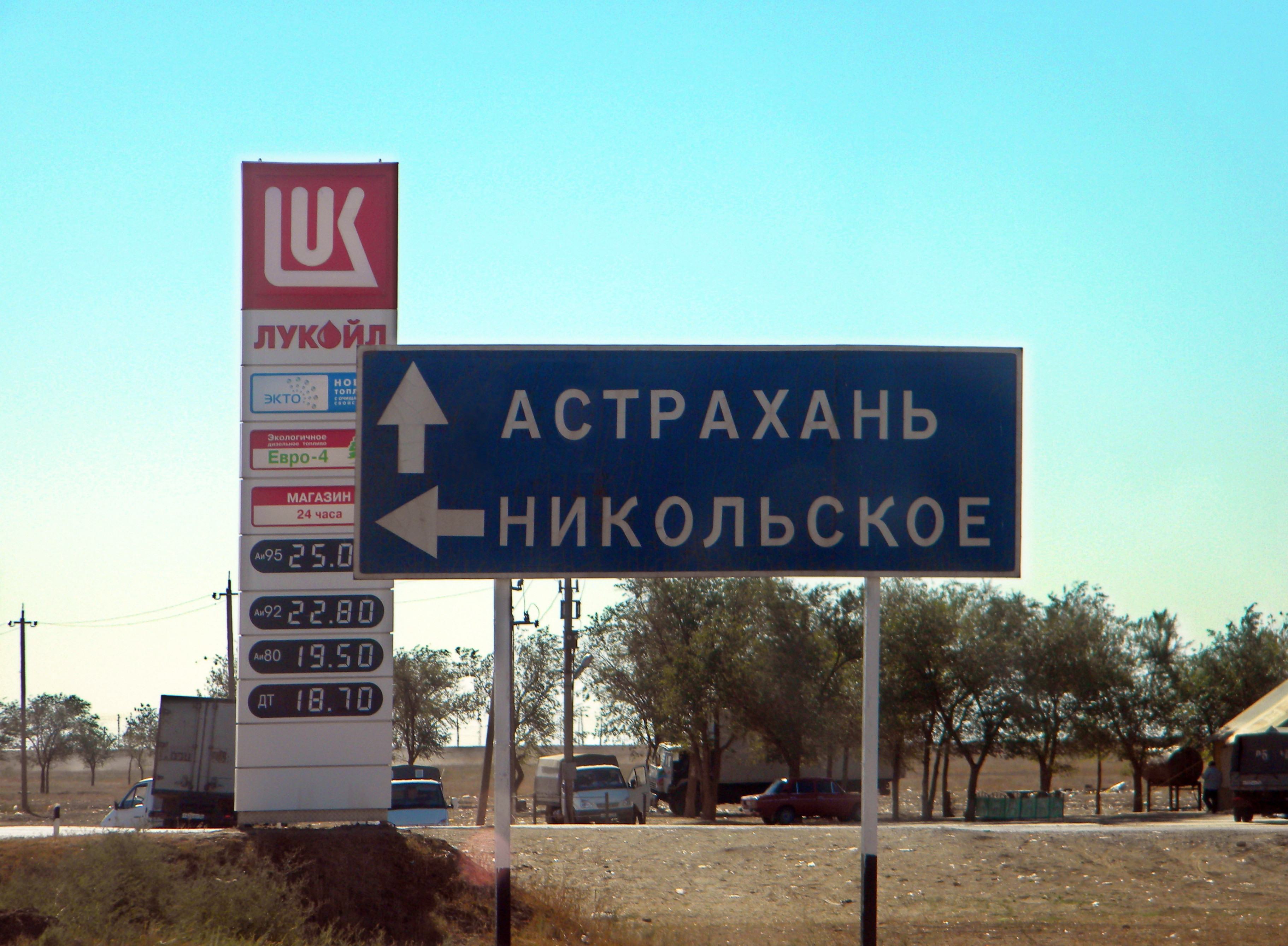
Знак Астрахань и Никольское

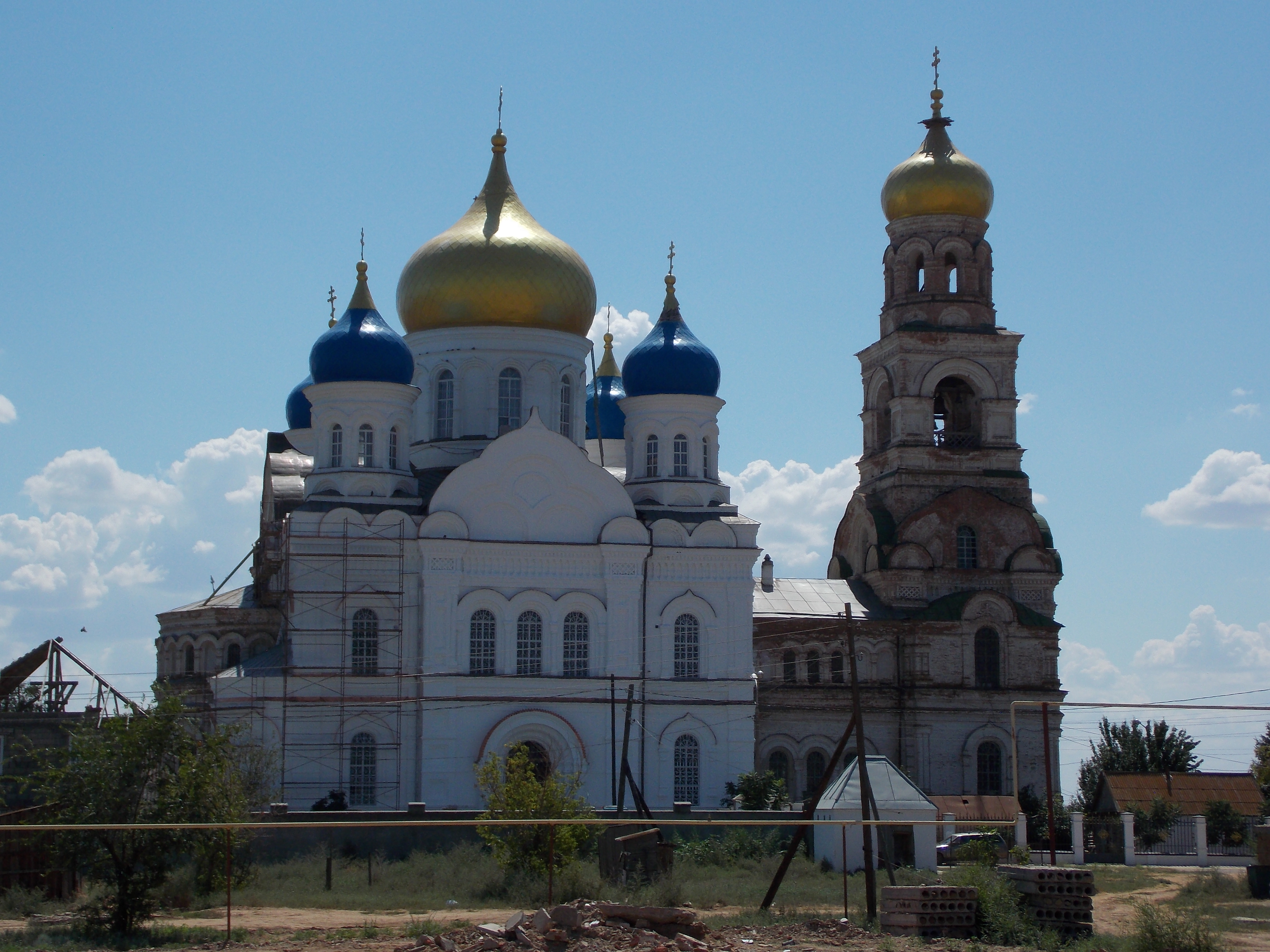
с.Никольское, Храм Рождества Пресвятой Богородицы

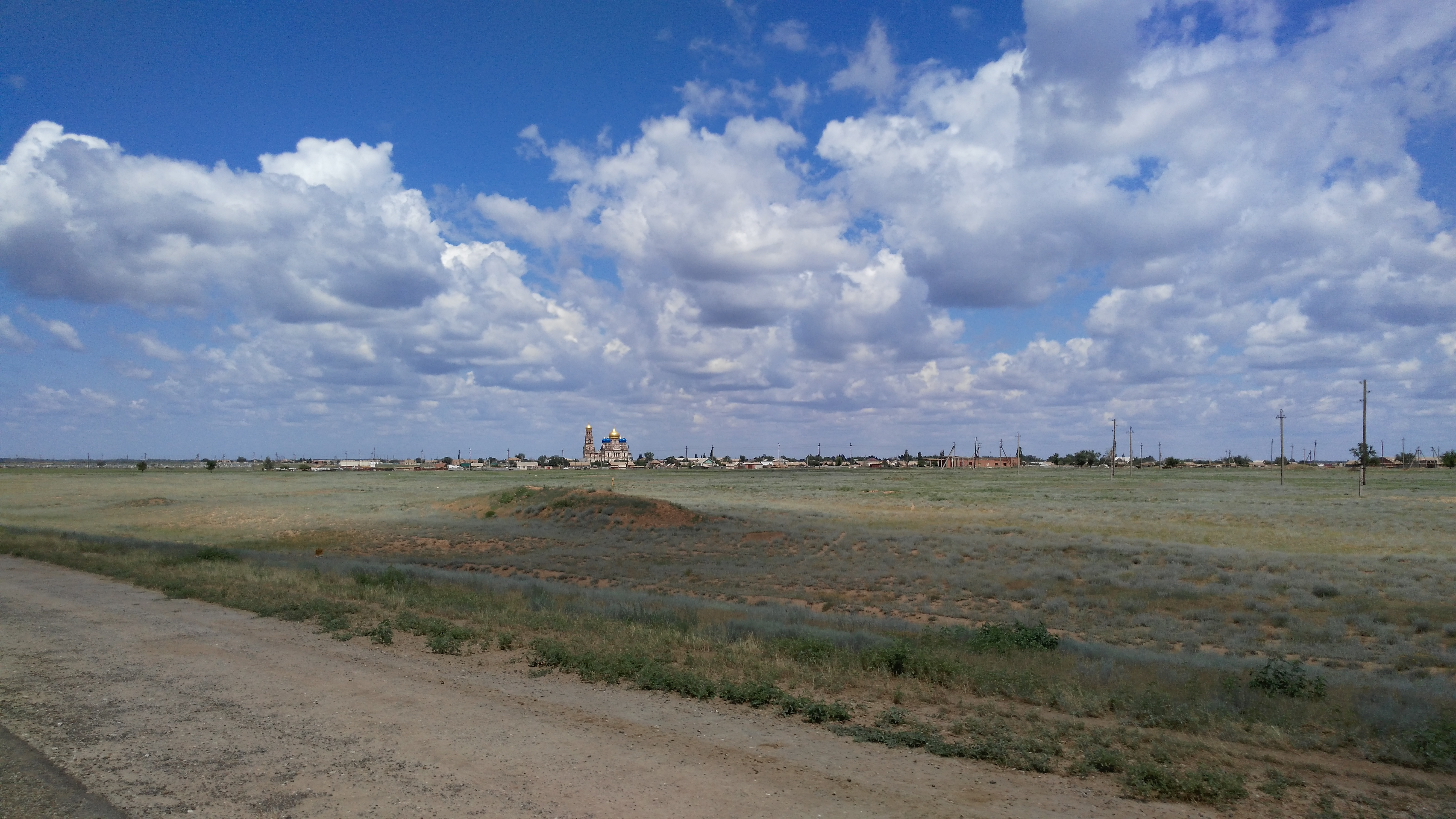
Никольское. Подъезд к селу.
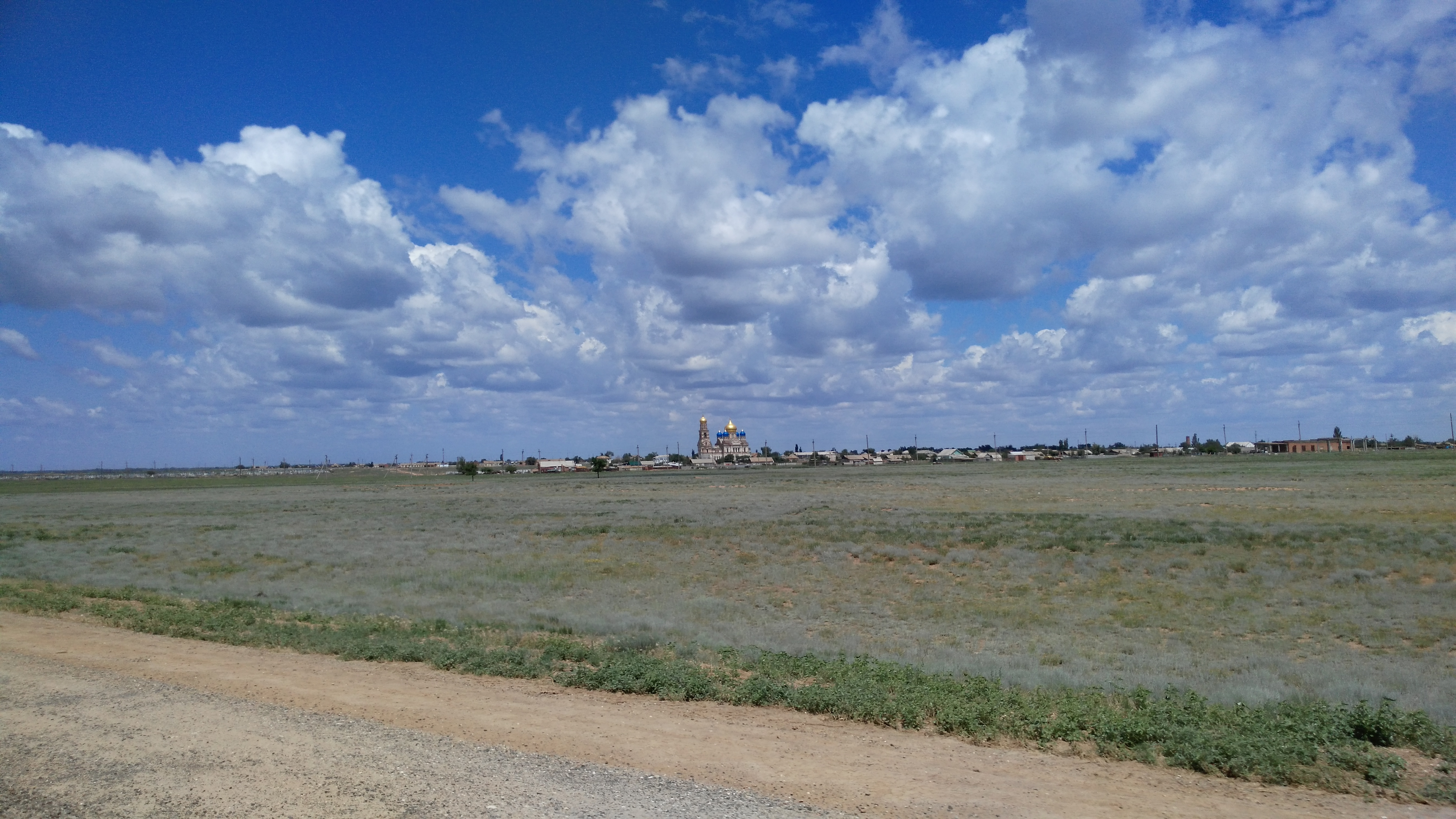
Вид на село Никольское с трассы «М-6»
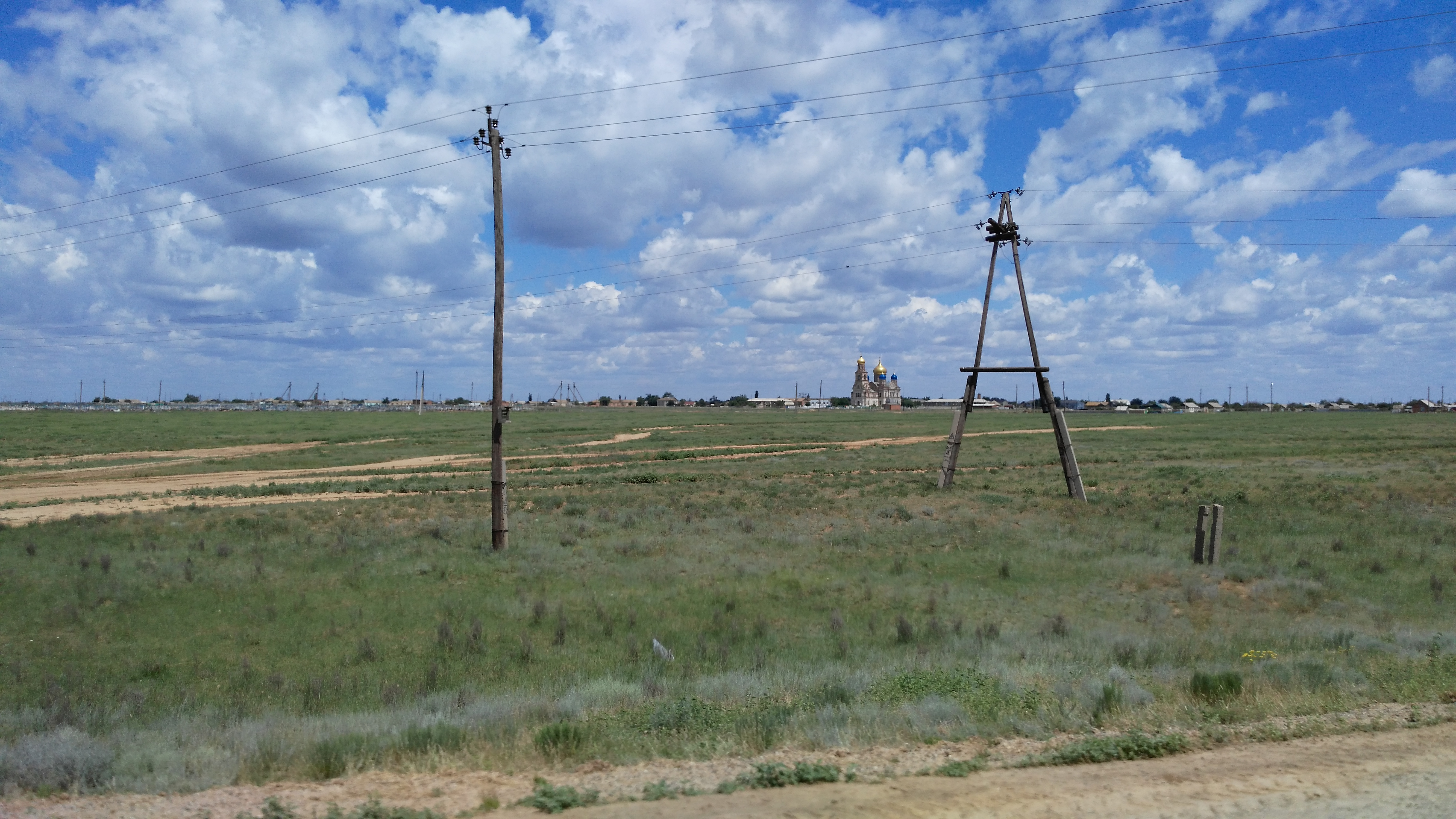
Вид на село
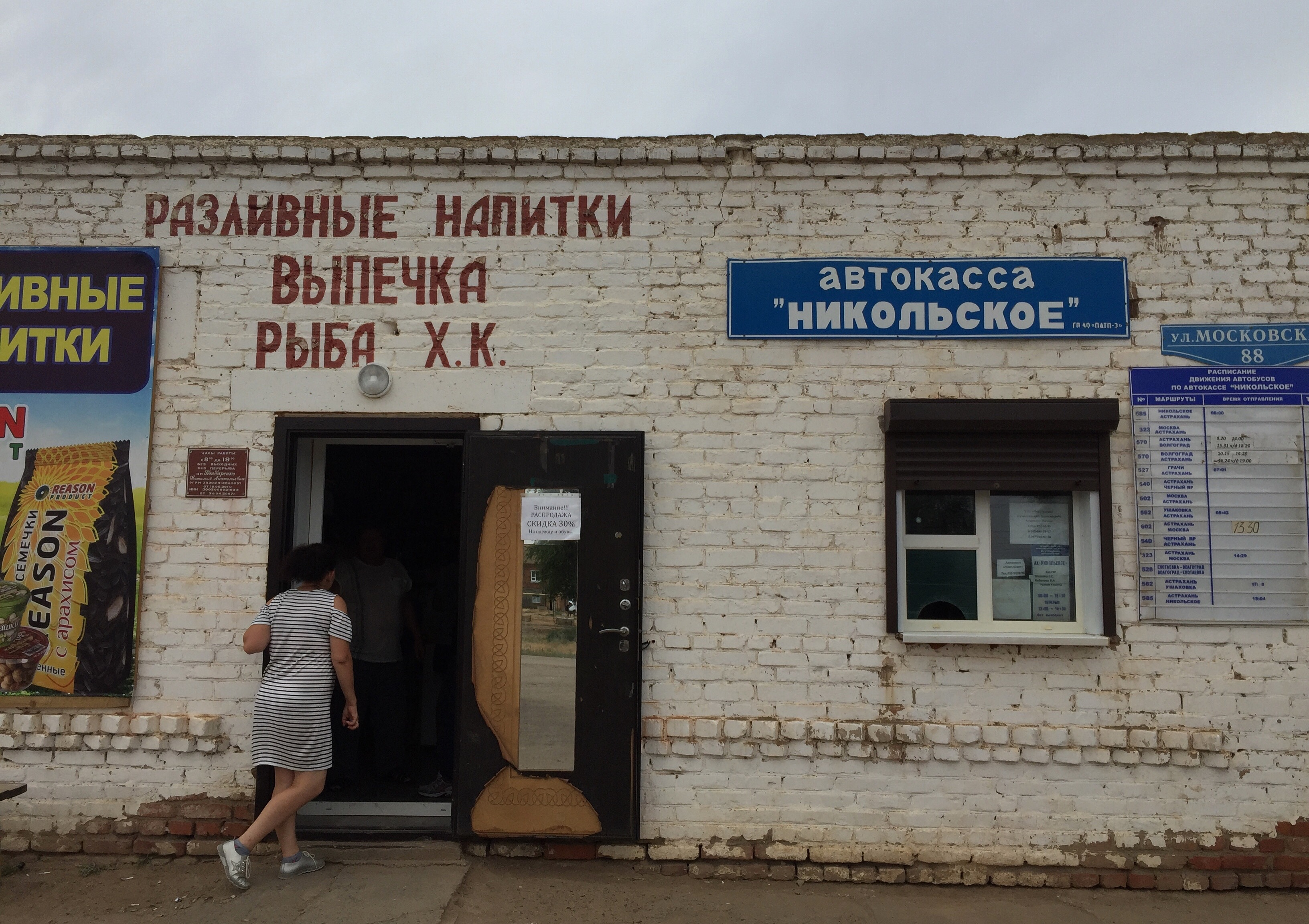
Автокасса в Никольском

## Археология
В селе Никольском Енотаевского района в рамках программы «Астраханские курганы» найдены древнее захоронение и курган под названием «Богомольные пески», датируемый ранним железным веком (IV век до н. э. – IV век н. э.). В захоронении скелет был погребен под специальным балдахином с золотыми бляшками. Под головой вождя лежала подушка, рядом со скелетом найдено золотое оружие и множество украшений. На крышке деревянного гроба лежала голова лошади в конской сбруе, сделана из серебряных нашивок и бронзовых фаларов. Подобные захоронения были найдены в селе Косика, где 30 лет назад была найдена могила сарматского царя, вещи которого составили уникальную коллекцию Астраханского государственного музея-заповедника «Золото сарматов». Теперь коллекция музея пополнится новыми уникальными экспонатами, которые археологи нашли в селе Никольское.